# Chūō-ku (Saitama)
Chūō-ku (jap. 中央区, dt. ‚Stadtbezirk Mitte‘) ist ein Stadtbezirk (ku) der japanischen Stadt Saitama.

## Geschichte
Als eigenständige Stadt mit über 90.000 Einwohnern war Yono (与野市, -shi) bis 2001 der Verwaltungssitz der Präfektur Saitama auf Honshū, der Hauptinsel von Japan. Am 1. Mai 2001 wurde Yono als Stadt (Shi) aufgelöst und mit Urawa, Ōmiya und Iwatsuki zur neuen Präfekturhauptstadt Saitama zusammengelegt.

## Verkehr

### Straße
- Nationalstraße 17 nach Tōkyō oder Niigata

### Zug
- JR Saikyō-Linie